# Энсвиллер
Энсвилле́р (фр. Insviller) — коммуна во французском департаменте Мозель региона Лотарингия. Относится к  кантону Альбестроф.

## Географическое положение
Энсвиллер расположен в 60 км к юго-востоку от Меца. Соседние коммуны: Мюнстер на севере, Виберсвиллер на северо-востоке, Миттершем на юго-востоке, Лудрефен на юге, Лостроф и Гензелен на юго-западе, Лор и Мольрен на западе, Торшвиль на северо-западе.

## История
- Деревня бывшего герцогства Лотарингия, принадлежала сеньорату графа Саарбрюк-Дё-Пон.
- В 1766 году отошла от Лотарингии к Франции.
- Энсвиллер был полностью разрушен в ходе Тридцатилетней войны и в 1663 году был ещё необитаем.
- В 1577 году стал реформистским, но в 1685 году вновь вернулся в католическую церковь.

## Демография
По переписи 2007 года в коммуне проживало 190 человек.	

## Достопримечательности
- Церковь Сен-Мишель, 1854 года, алтарь XVIII века.